# Motorradverkleidung

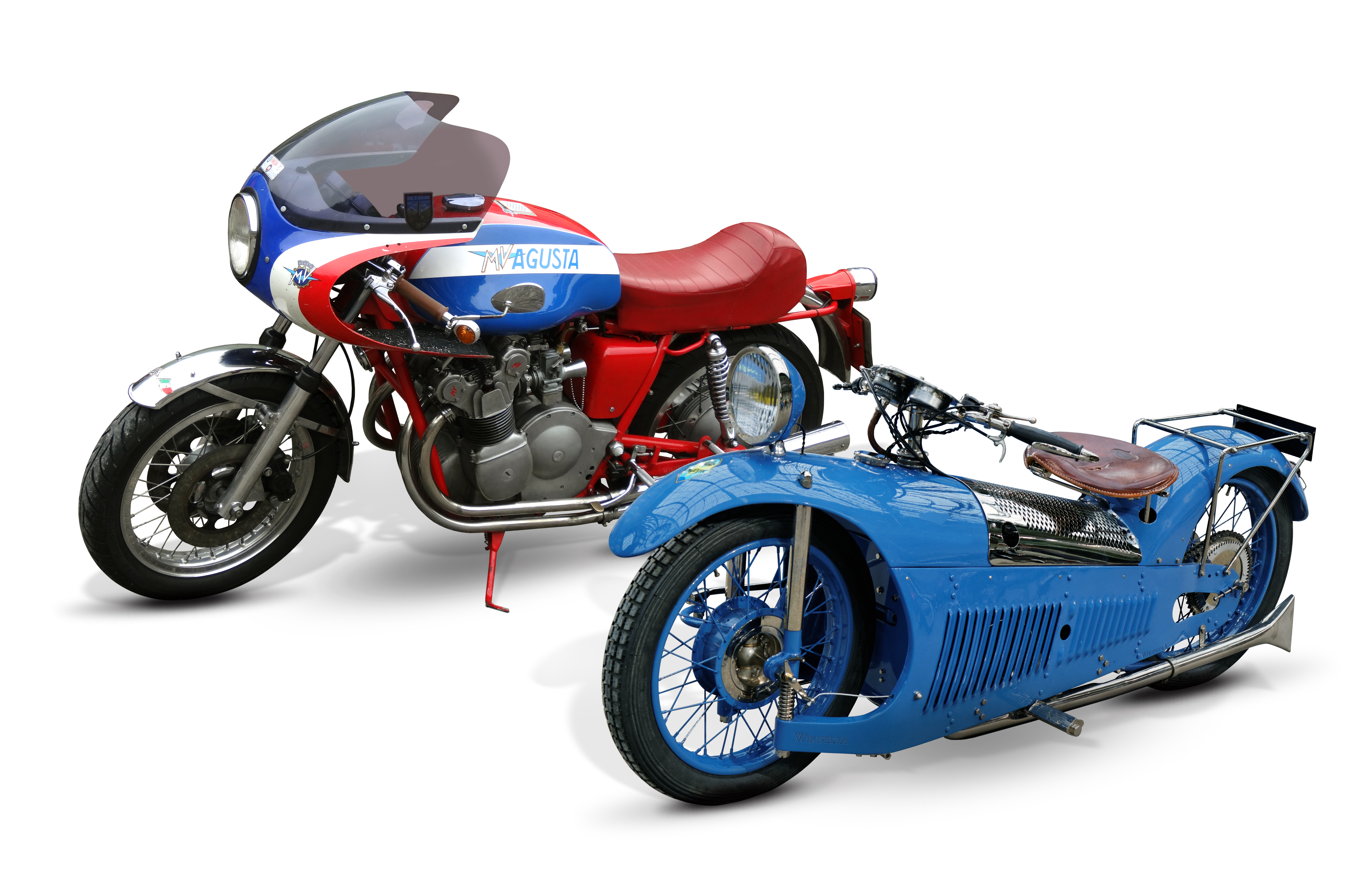
Verschiedene Motorradverkleidungen aus verschiedenen Epochen: im Vordergrund eine Majestic 500cc, Baujahr 1930, dahinter eine MV Agusta 750 Sport S, Baujahr 1975

Als Motorradverkleidung bezeichnet man umgangssprachlich eine ein- oder mehrteilige Schale, die über dem Rahmen (und verschiedenen Anbauteilen) eines Motorrads, insbesondere bei Renn- und Sportmotorrädern, angebracht ist, um den Wind abzulenken und den Luftwiderstand zu verringern. Weitere Funktionen sind der Schutz des Fahrers vor Umwelteinflüssen (Hagel, Regen usw.) und windbedingter Unterkühlung sowie der Schutz der Motorteile im Falle eines Sturzes oder Unfalls. Eine Motorrad-Windschutzscheibe ist allgemein in die Verkleidung einbezogen.
Der Hauptvorteil einer Verkleidung bei Sporttourer- und Tourenmotorrädern ist die Reduzierung des Luftwiderstands, was zu einem geringeren Kraftstoffverbrauch und höheren Geschwindigkeiten bei niedrigerer Motordrehzahl führt, was die Lebensdauer des Motors verlängert.
Ein Motorrad kann eine Front-, eine Heck-, eine Unterbodenverkleidung oder eine beliebige Kombination dieser Elemente aufweisen. Alternativ kann eine einteilige Verkleidung („Vollverkleidung“) das gesamte Motorrad teilweise oder vollständig und sogar den Fahrer umschließen.
Als Material für die Verkleidung kommen Blech, Fiberglas, Kohlefaser, Kunststoff oder anderen Materialien zum Einsatz, die sich relativ leicht an die Motorradform anpassen lassen und vor allem aerodynamischen, aber auch ästhetischen Zwecken dienen. Auch in der Luft- und Raumfahrt wird der Begriff „Verkleidung“ verwendet, hier hauptsächlich unter der englischen Bezeichnung „Fairing“.

## Hintergrund
Die Bedeutung der Stromlinienform war bereits zu Beginn des 20. Jahrhunderts hinreichend bekannt, und schon in den 1920er Jahren wurden Rennwagen und Rennmotorräder mit aerodynamisch günstigen Verkleidungen versehen. Obwohl Motorräder im Allgemeinen ein deutlich höheres Leistungsgewicht als Automobile aufweisen, sind Motorräder – und insbesondere der Fahrer – deutlich weniger strömungsgünstig, und der höhere Luftwiderstand wirkt sich erheblich auf Leistung und Fahrverhalten aus. Daher zahlt sich jede Reduzierung des Luftwiderstandsbeiwerts eines Motorrads in Form einer Leistungssteigerung aus.
Der Begriff „Verkleidung“ stammt aus der Flugzeugaerodynamik, denn dort kamen als erstes bewusst geformte Teile zum Einsatz, um den Luftstrom über einer Verbindungsstelle von Komponenten zu glätten, an der der Luftstrom unterbrochen war. Frühe Optimierungen waren oft erfolglos und führten zu Instabilität. Großformatige Lenkerverkleidungen, wie sie beispielsweise bei Harley-Davidson Tourern zu finden sind, bringen das Motorrad manchmal aus dem Gleichgewicht und verursachen ein gewisses „Flattern“.
Ursprünglich waren die Verkleidungen gewölbte Schalen, die um die Vorderseite des Motorrads herum angebracht waren und so dessen Stirnfläche vergrößerten. Allmählich wurden sie zu einem integralen Bestandteil des Designs. Moderne Verkleidungen vergrößern die Stirnfläche im Vergleich zu einer nackten Maschine um maximal 5 %. Verkleidungen können Scheinwerfer, Instrumente und andere Elemente tragen. Ist die Verkleidung am Rahmen montiert, reduziert die Platzierung weiterer Ausrüstung auf der Verkleidung das Gewicht und die Rotationsträgheit der Lenkung und verbessert so das Handling.

## Großserie
Bei seriengefertigten Straßenmotorrädern hatten die ersten Verkleidungen den reinen Zweck des Witterungsschutzes und wurden ab Werk meist nur wahlweise angeboten. Mit der Zeit etablierten sich spezielle Hersteller auf dem sogenannten Aftermarket.
Ein frühes Beispiel für den Einsatz von Vollverkleidungen bei nicht sportlich genutzten Motorrädern ist die von 1927 bis 1934 gebaute Majestic.
Die Beinschilder an Motorrollern dienen sowohl dem Wind- als auch dem Schmutzschutz. Das verkleidete Heck soll sowohl den Motorenlärm dämpfen als auch vor Verschmutzung durch Öl usw. schützen. Bei den in den 1950er Jahren vorwiegend Röcke tragenden Frauen wurden die Motorroller außerdem sehr beliebt, weil die Heckverkleidung die Röcke davon abhielt, in die Hinterachse und den Antrieb hineingezogen zu werden.
Die von 1976 bis 1984 produzierte BMW R 100 RS war das erste Sporttourenmotorrad für den Massenmarkt, das serienmäßig mit einer Vollverkleidung angeboten wurde. Sie markierte den Beginn einer breiteren Einführung von Verkleidungen bei Sport- und Tourenmotorrädern. Die Gestaltung umfasste eine Weiterentwicklung der rahmenmontierten Heckverkleidung an der Rückseite des abnehmbaren Doppelsitzes mit Zugang zu einem Staufach, das ab 1973 bei der BMW R 90 S verwendet wurde. Dies war auch das erste Beispiel einer werkseitig montierten Kopf- oder Nasenverkleidung.
Ein Sonderfall ist die BMW C1, die den Fahrer komplett in die Verkleidung einbezieht.
Serienmotorräder mit den an ihren Verwendungszweck angepassten Verkleidungen:

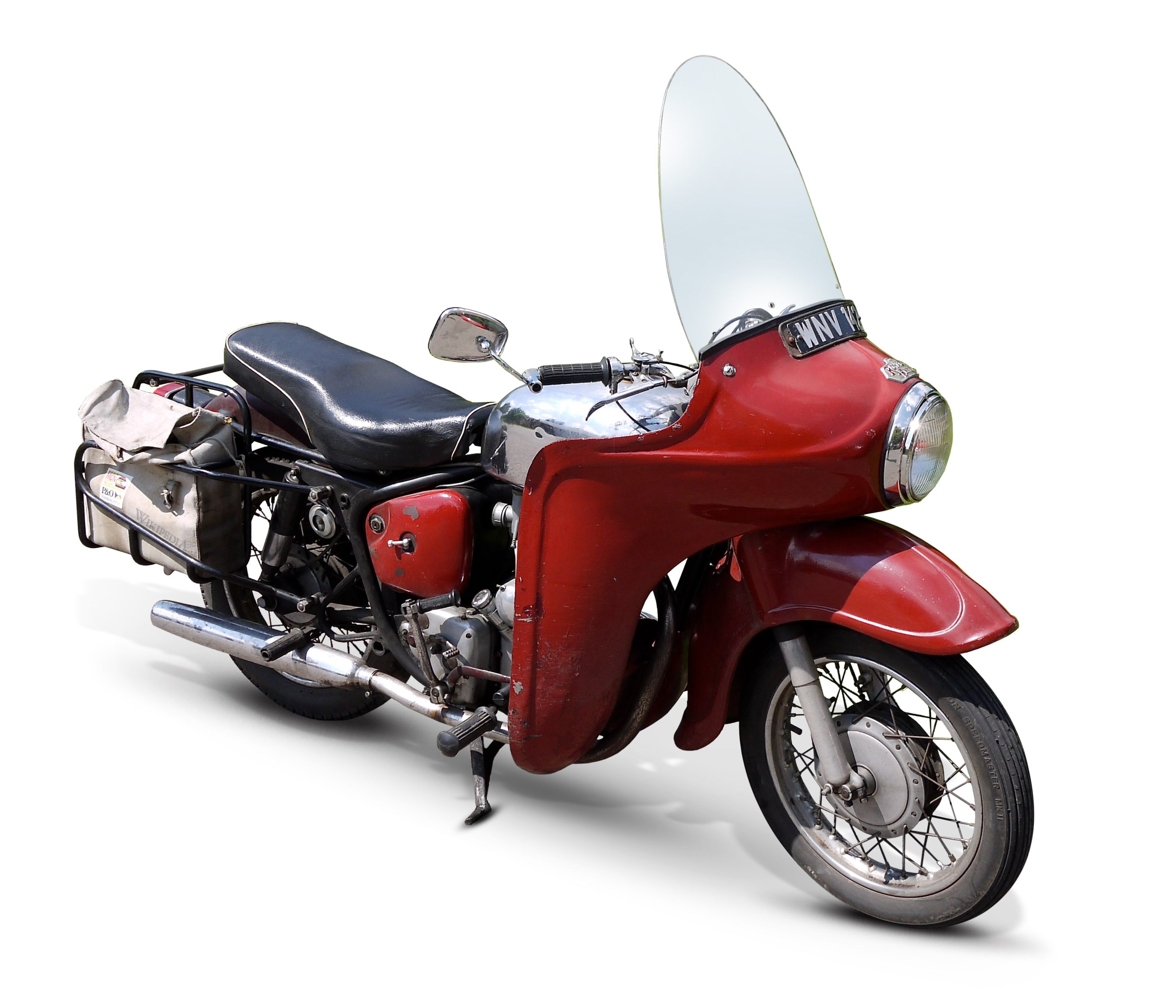
Bild 1
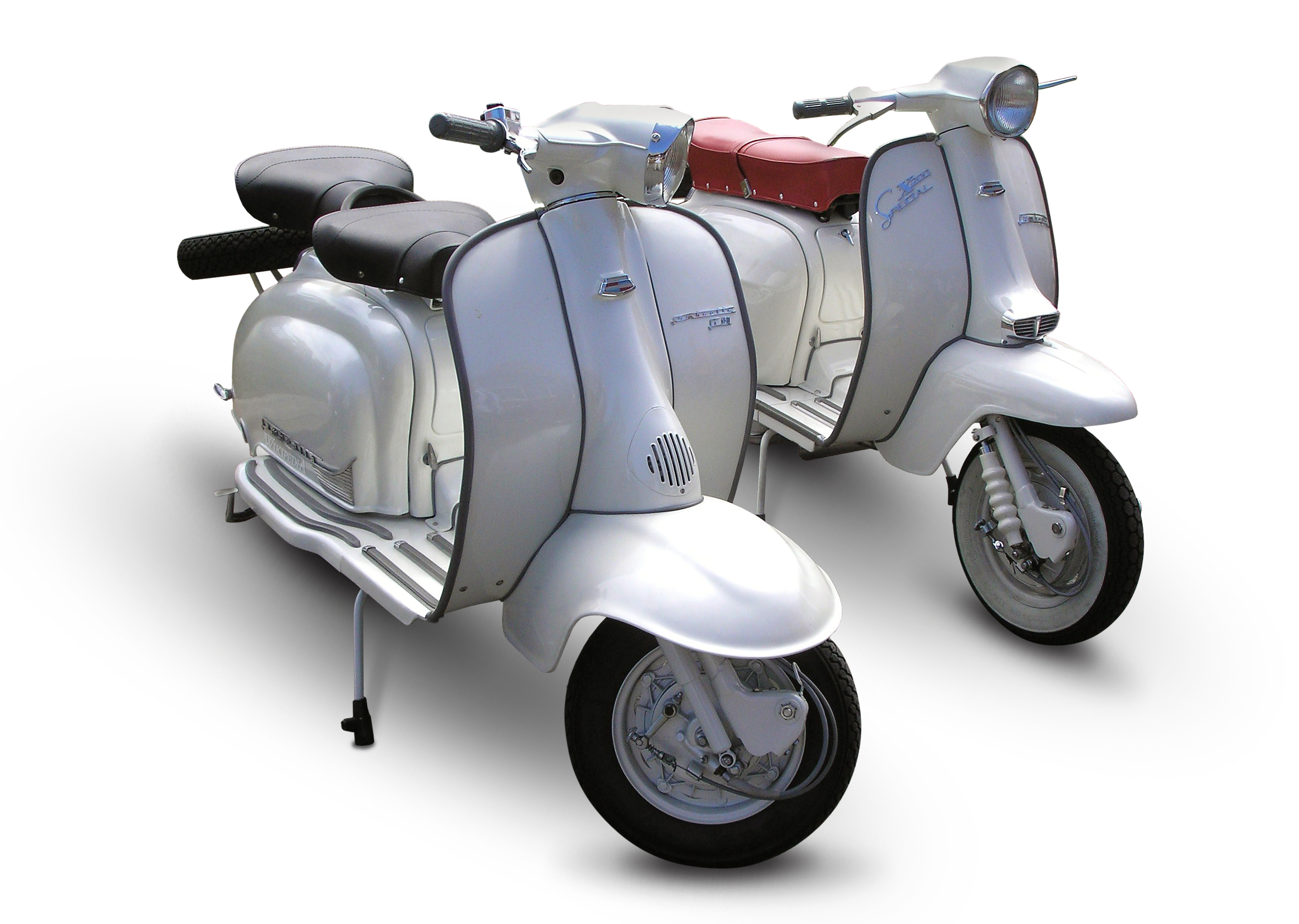
Bild 2
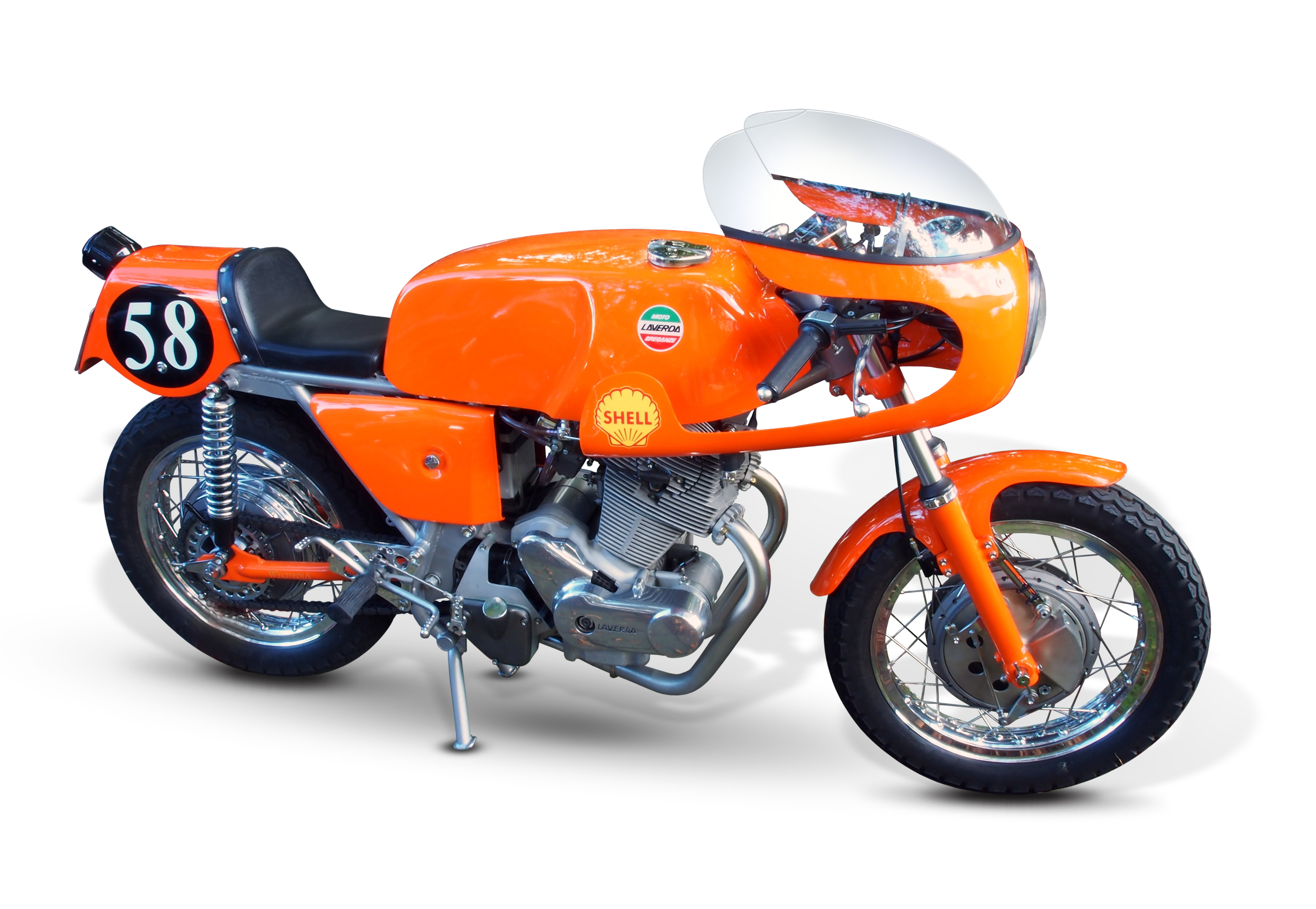
Bild 3
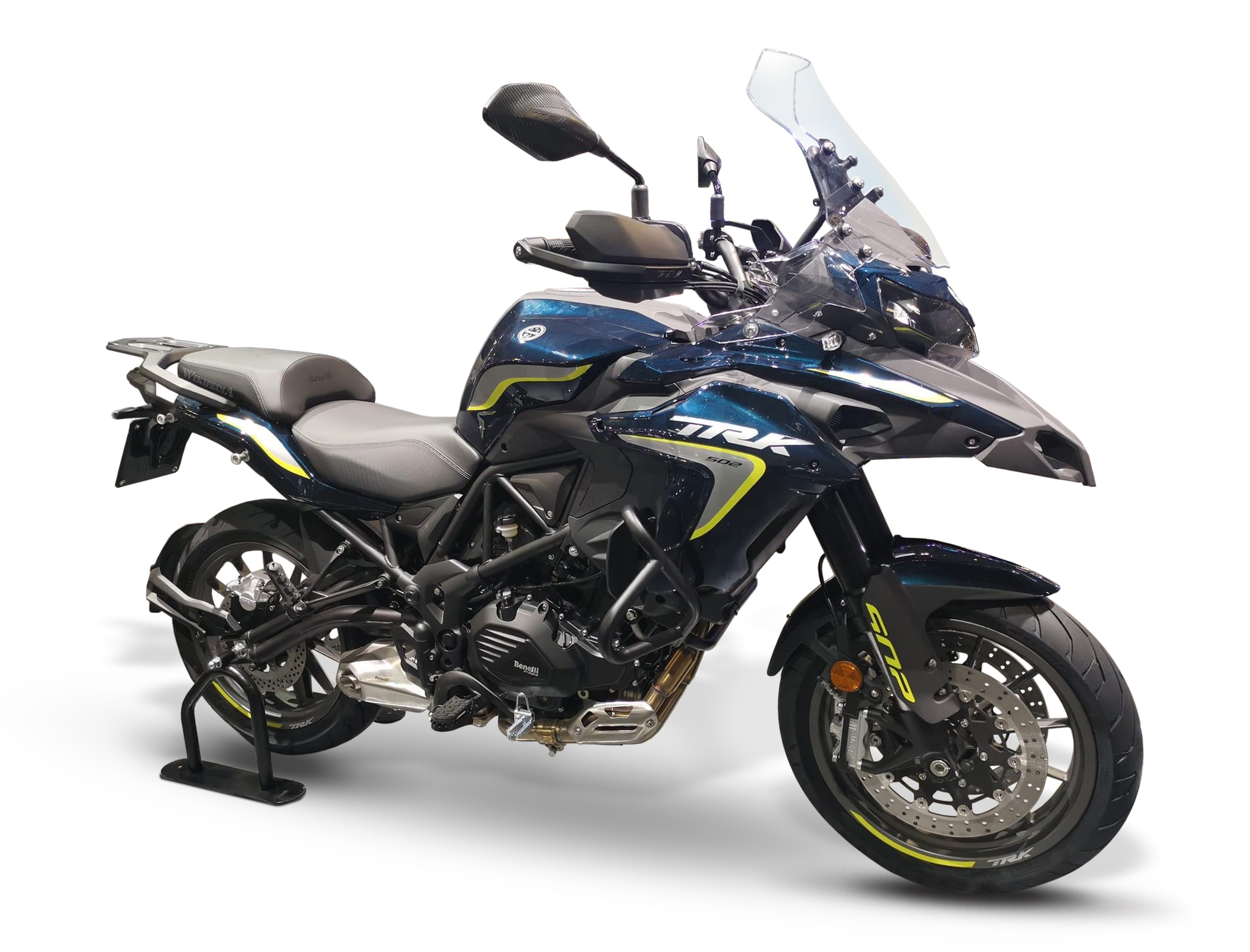
Bild 4
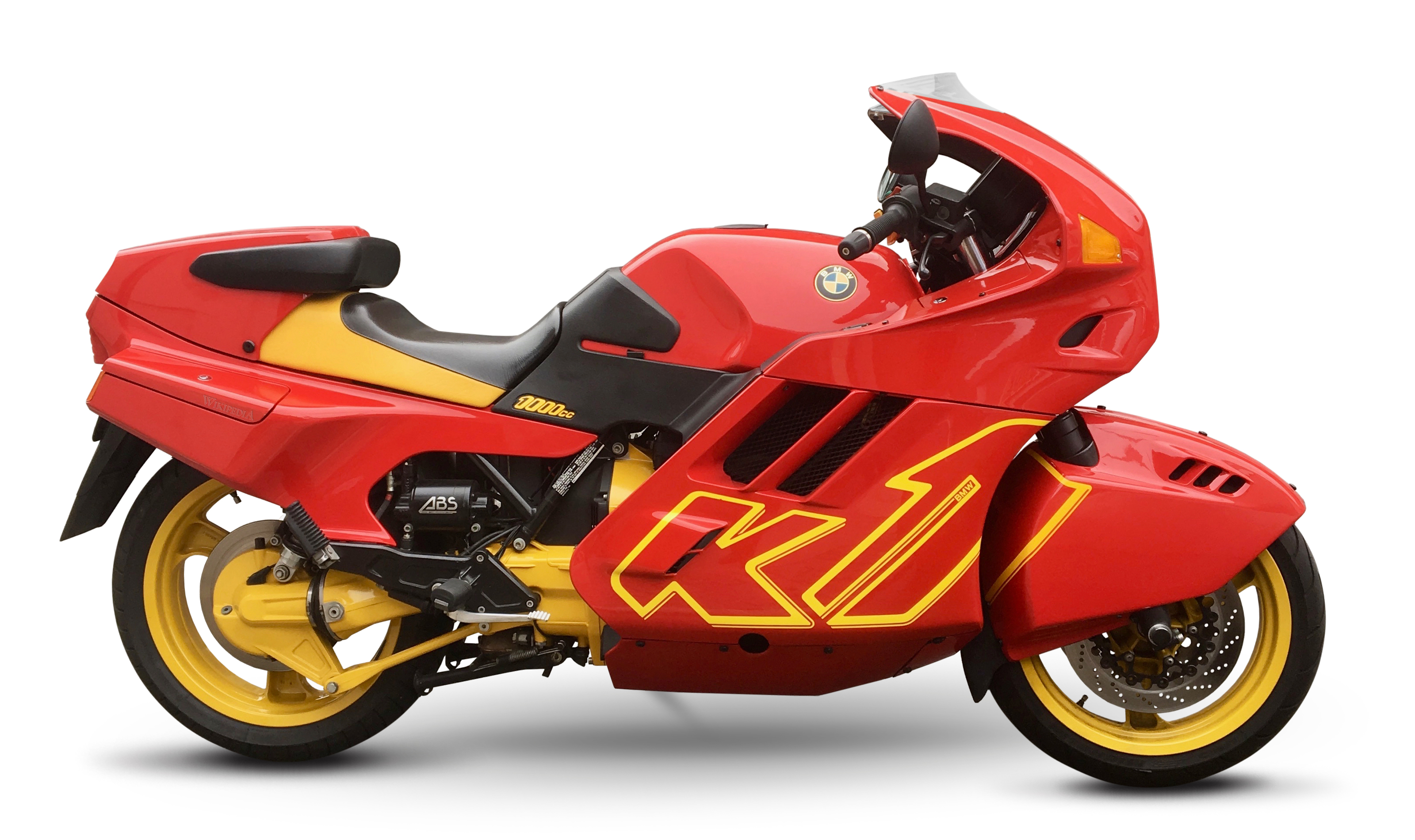
Bild 5
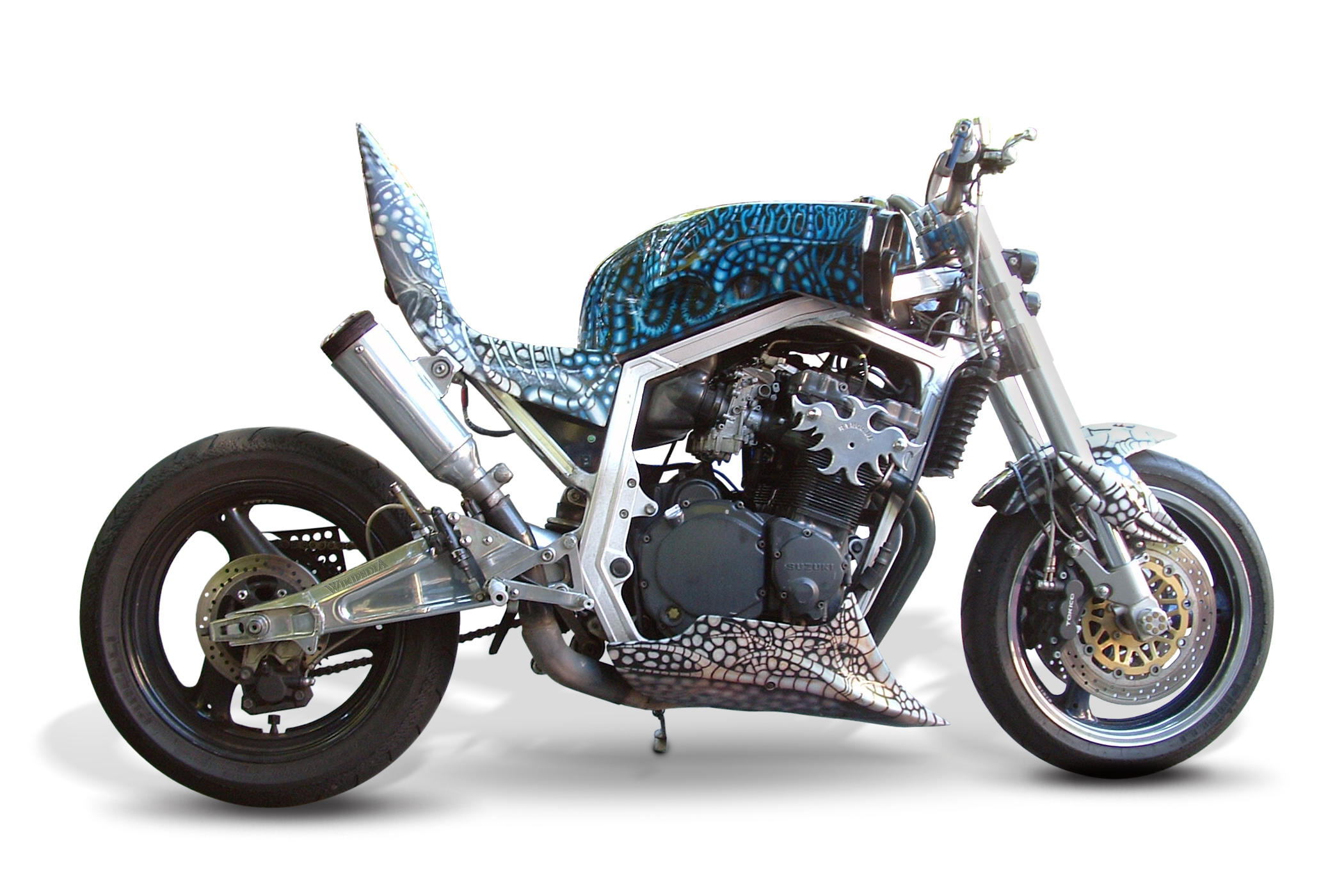
Bild 6
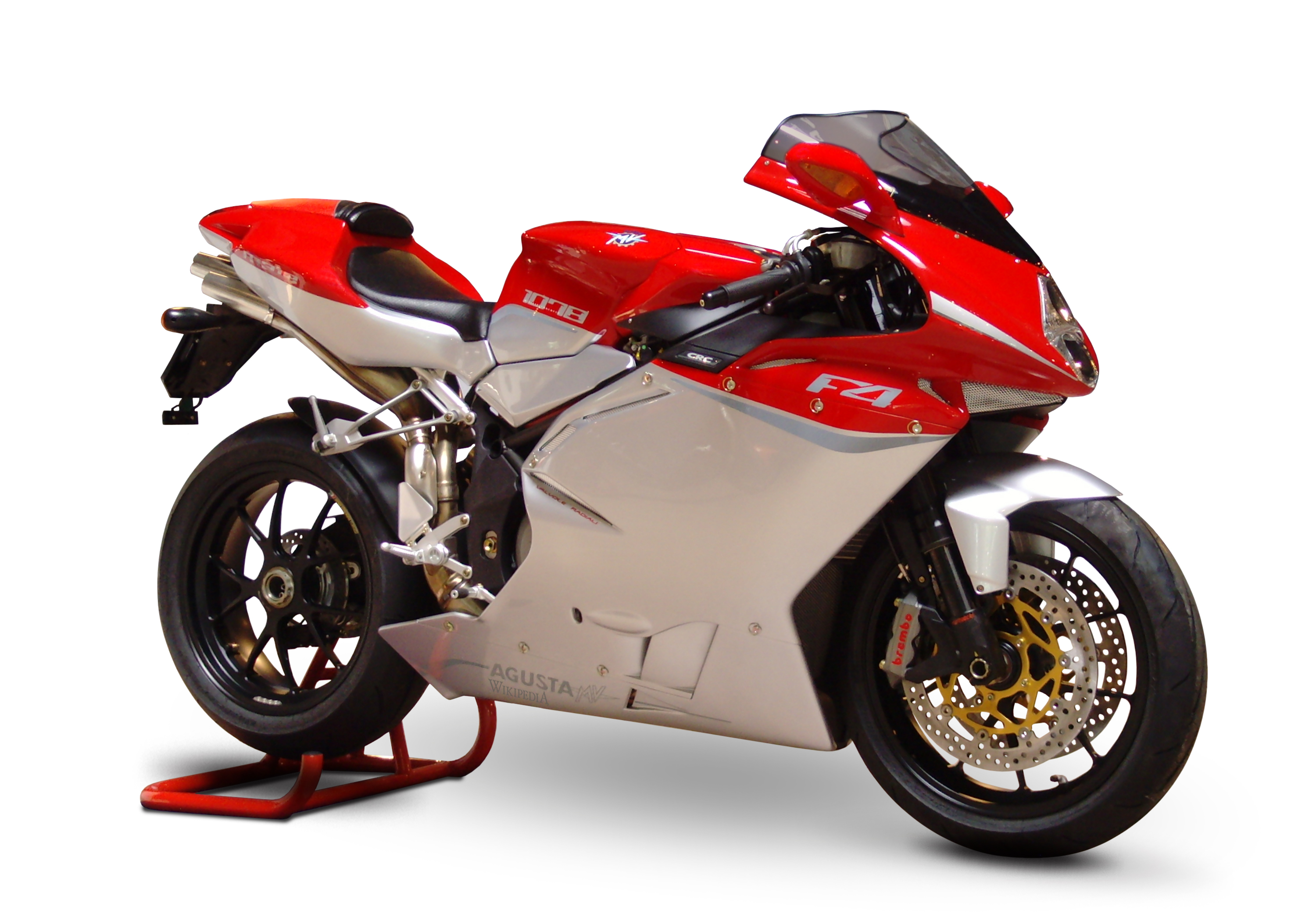
Bild 7
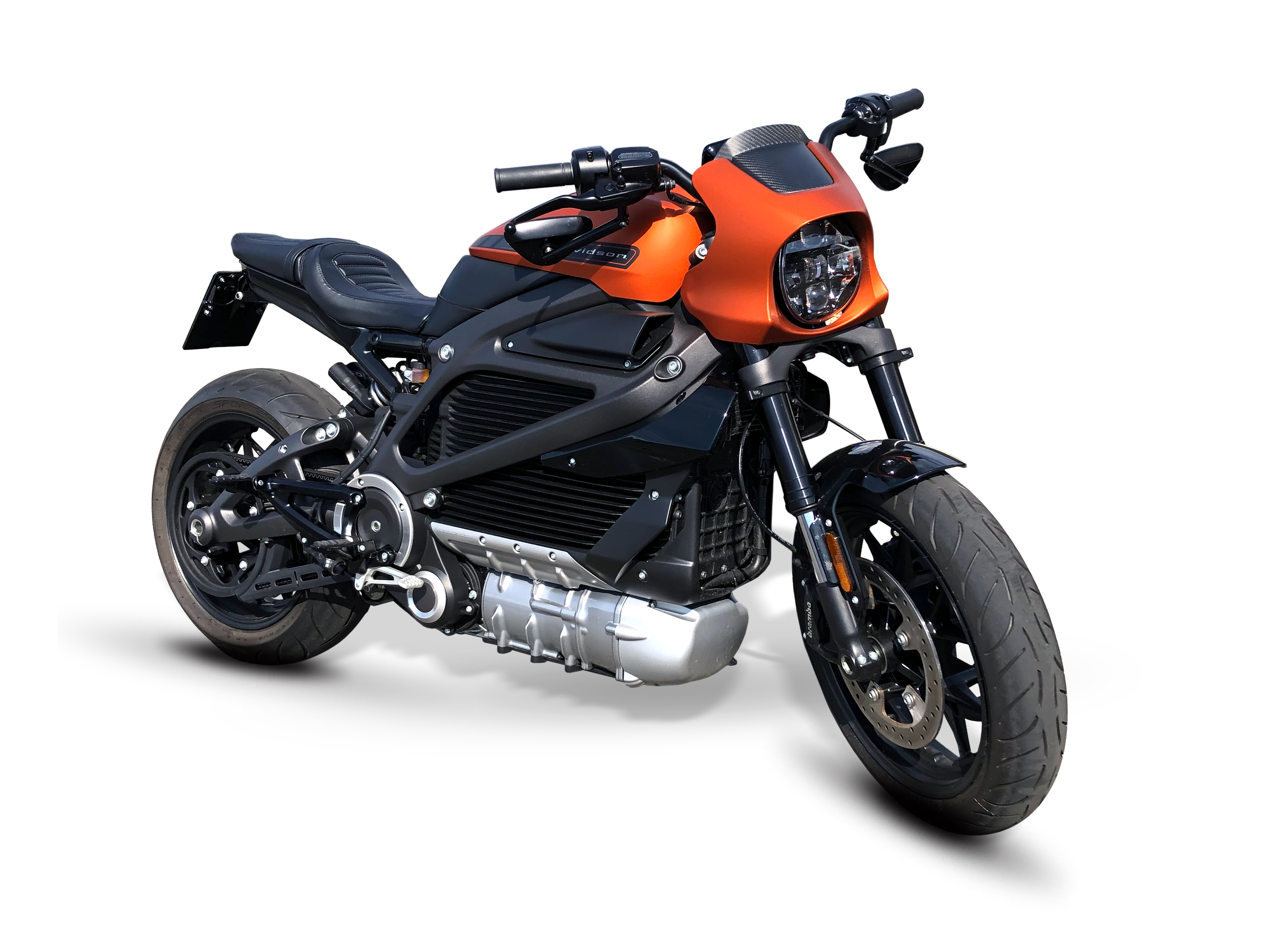
Bild 8

- Bild 1: Royal Enfield Bullet mit werkseitig wahlweiser Airflow-Tourenverkleidung und passender Stromlinienverkleidung des Vorderrads (ab 1932)
- Bild 2: Zwei Lambretta mit Beinschildern und verkleidetem Hinterbau (1969)
- Bild 3: Laverda 750 SFC mit weit nach hinten gezogener Halbschale (Bj. 1972)
- Bild 4: Diese Benelli TRK 502 trägt eine späte, weiterentwickelte Version der Delfinverkleidung
- Bild 5: BMW K1 als Sporttourer mit komfortabler, vor Fahrtwind schützender Vollverkleidung (1991)
- Bild 6: Streetfighter auf Suzuki GSX-R-Basis mit einer Unterbodenverkleidung und einer rein auf Optik ausgelegten Heckverkleidung
- Bild 7: MV Agusta F4-Serie, hier das Modell RR312 mit der für Supersportler typischen, auf hohe Geschwindigkeit ausgerichteten Vollverkleidung (ab 2005)
- Bild 8: Elektrisch angetriebene Harley-Davidson LiveWire mit einer kleinen Scheinwerferverkleidung (ab 2019)

## Motorsport
Im motorsportlichen Einsatz wurde die Gestaltung der Verkleidungen stark in die Abstimmung der Maschine auf das jeweilige Streckenprofil einbezogen, so gab es für ein- und dieselbe Maschine unterschiedliche Verkleidungen (wie z. B. für die Gilera 500 Vierzylinder). Bei modernen Rundstreckenmotorrädern läuft die Verkleidung unter dem Motorrad in einer starken V-Form zusammen, um zusammen mit den speziell geformten Rennreifen die extremen Schräglagen in den Kurven zu ermöglichen.
Beim Drag Racing, einem Beschleunigungssport, werden die Motorradverkleidungen („Bodys“) auf die perfekte Balance zwischen Aerodynamik und Anpressdruck auf das Hinterrad optimiert. Da in manchen Klassen (z. B. FIM/SSB) das zugrundeliegende Motorrad „auch optisch noch erkennbar“ sein muss, führt das zu teilweise comichaft verzerrten Verkleidungen.
Für spezielle Hochgeschwindigkeitsrekordfahrten wurden Voll-Verkleidungen entwickelt, die tatsächlich das gesamte Motorrad umschließen, wie zum Beispiel die NSU Delphin III oder der Harley-Davidson Streamliner und Ack Attack.
Wettbewerbsmotorräder mit den für ihren speziellen Einsatzbereich optimierten Verkleidungen:

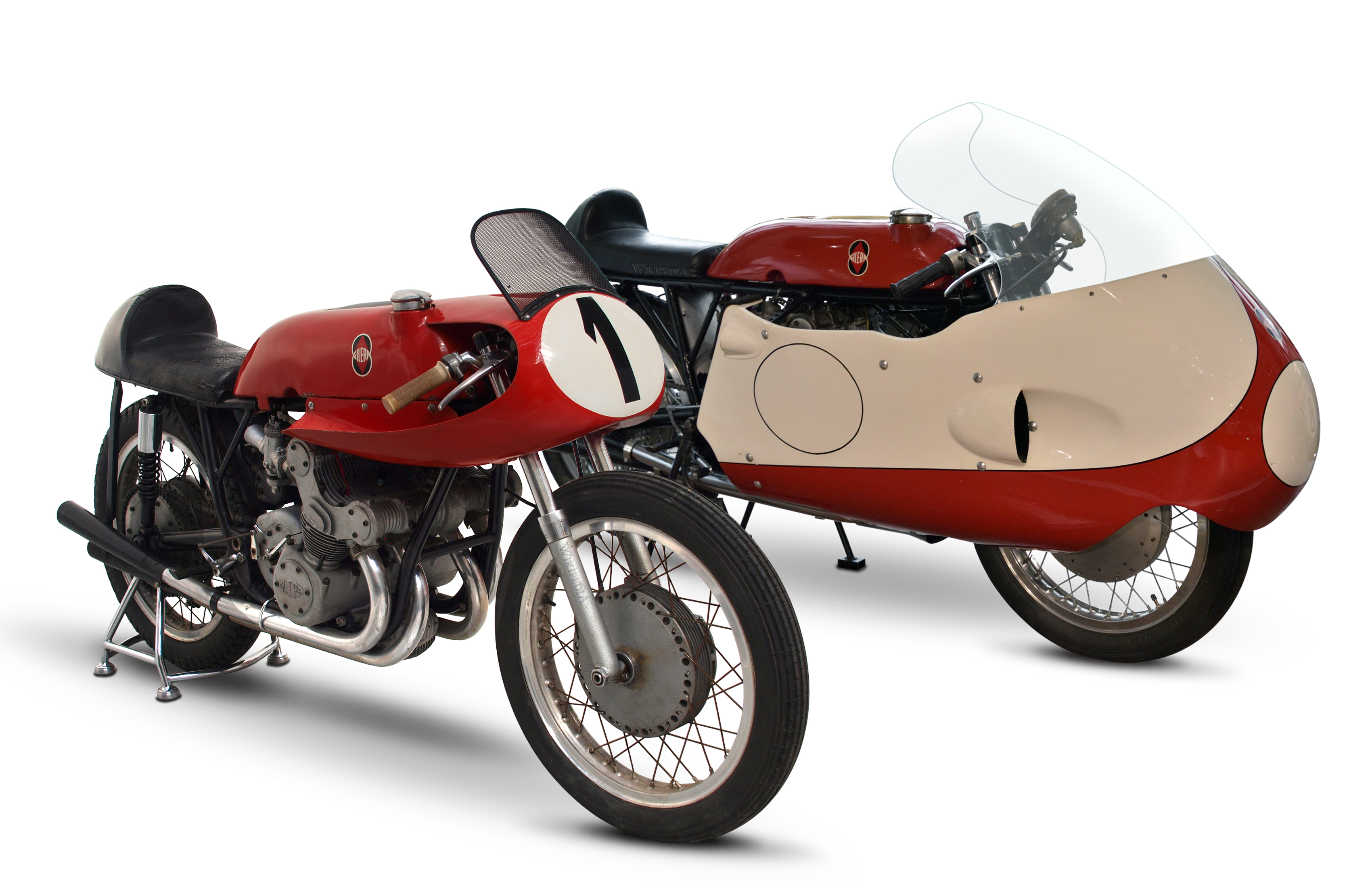
Bild 1
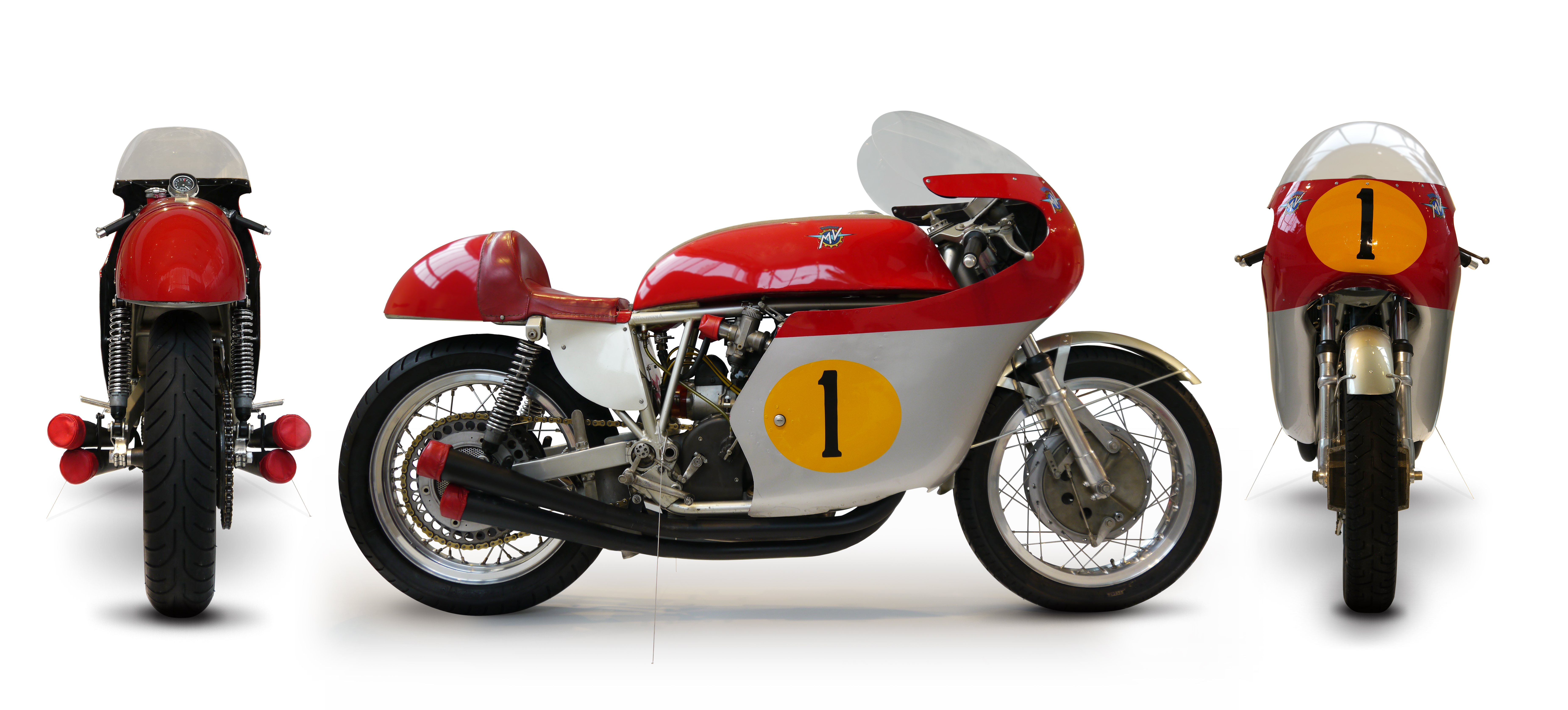
Bild 2
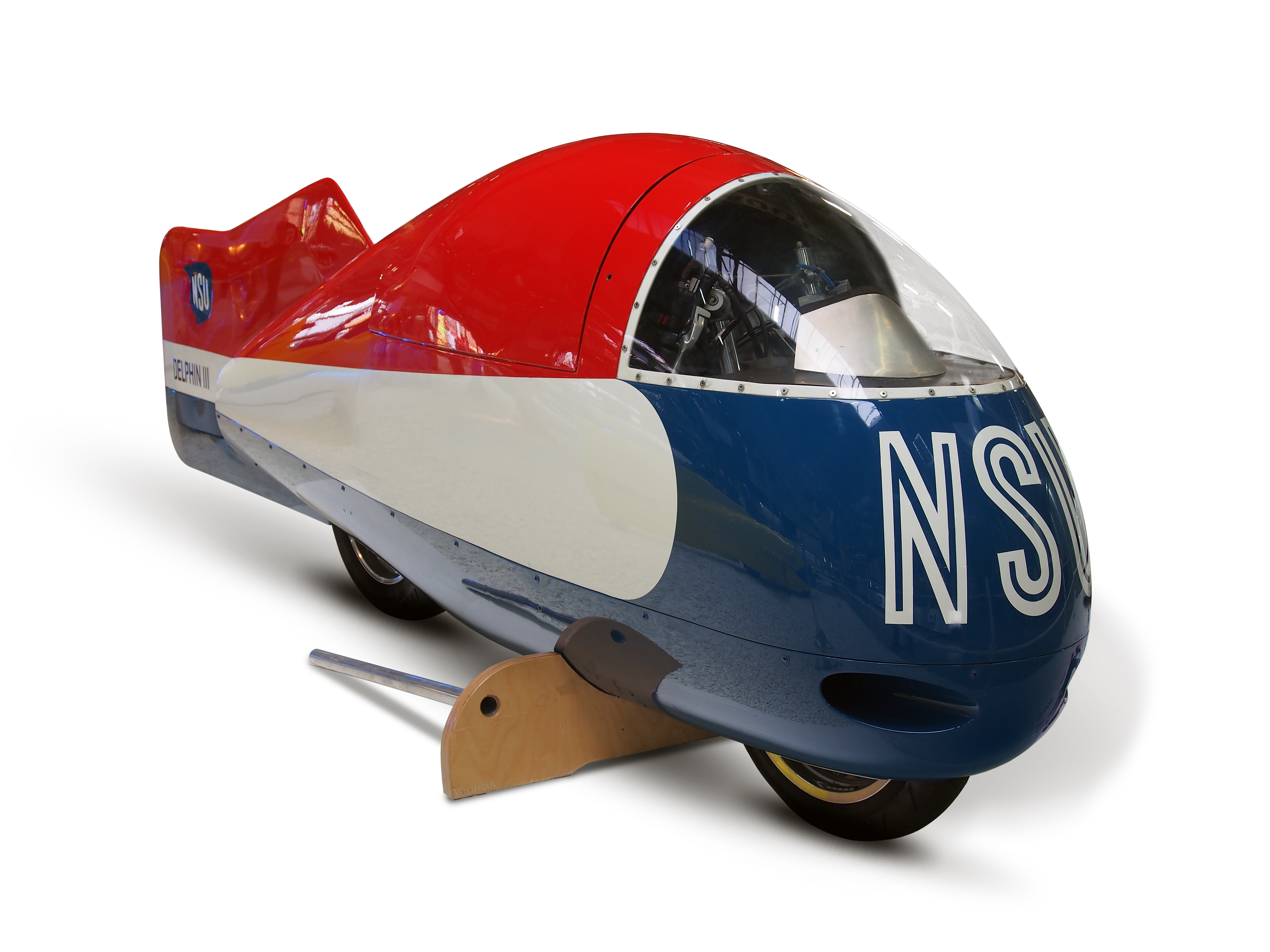
Bild 3
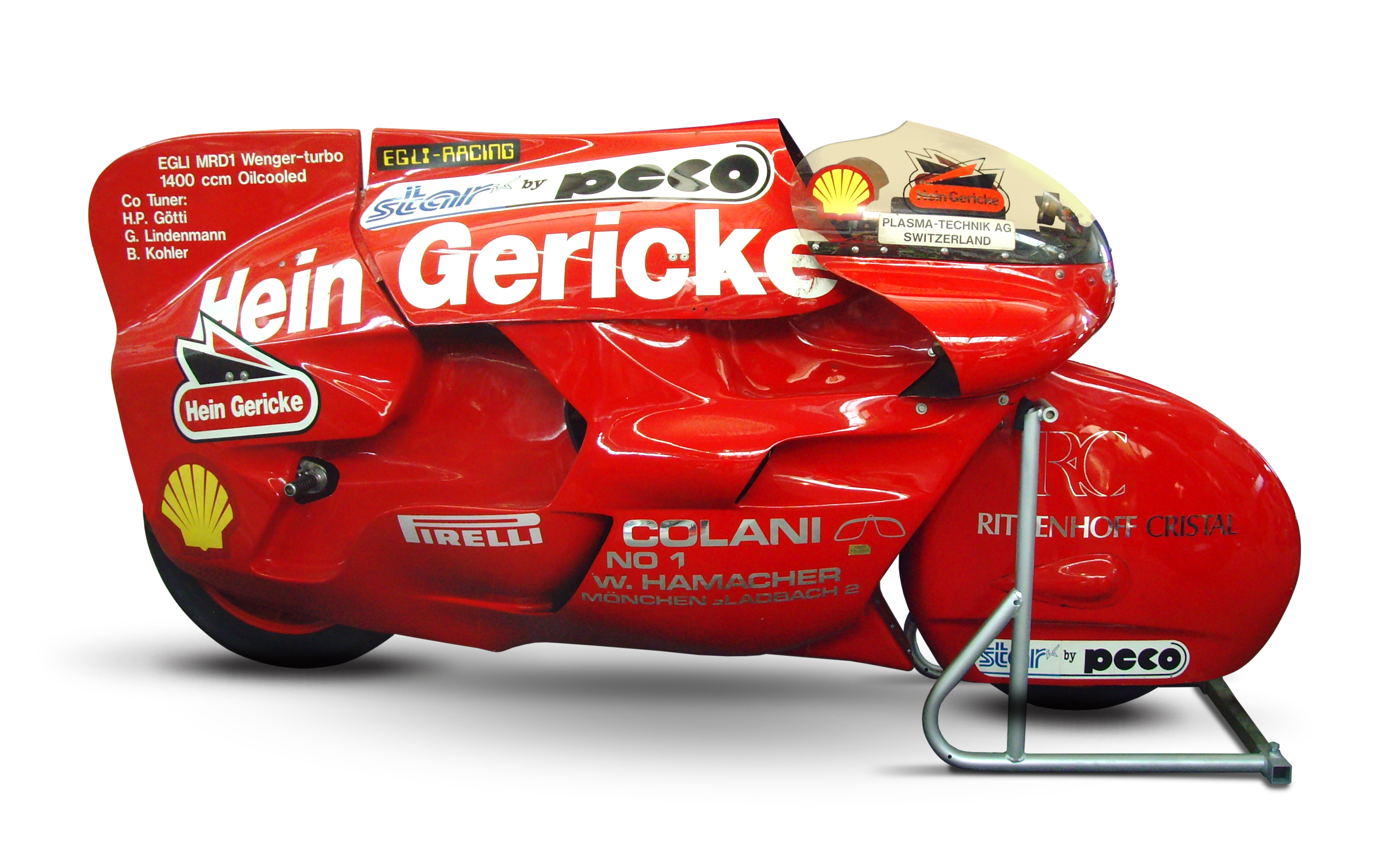
Bild 4
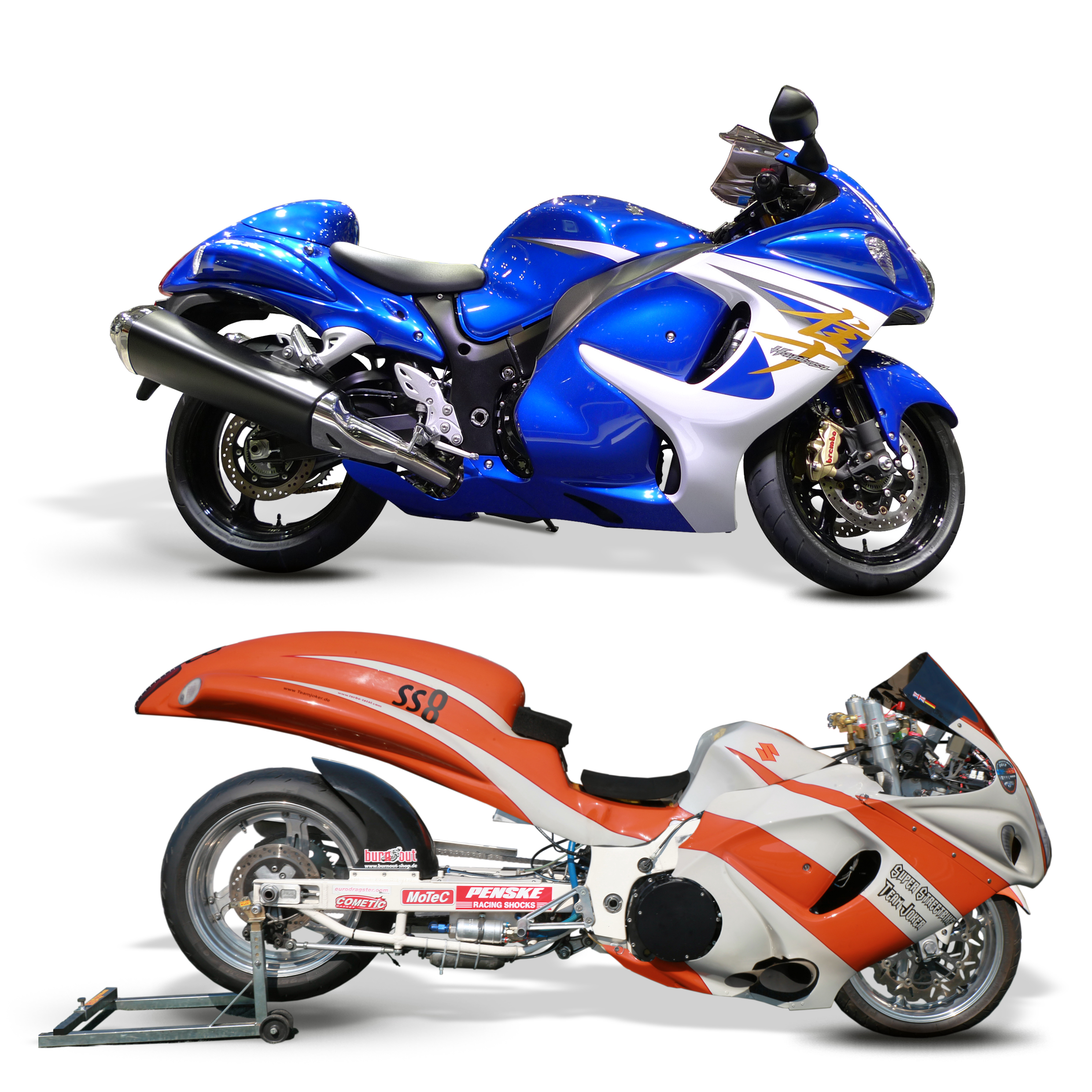
Bild 5
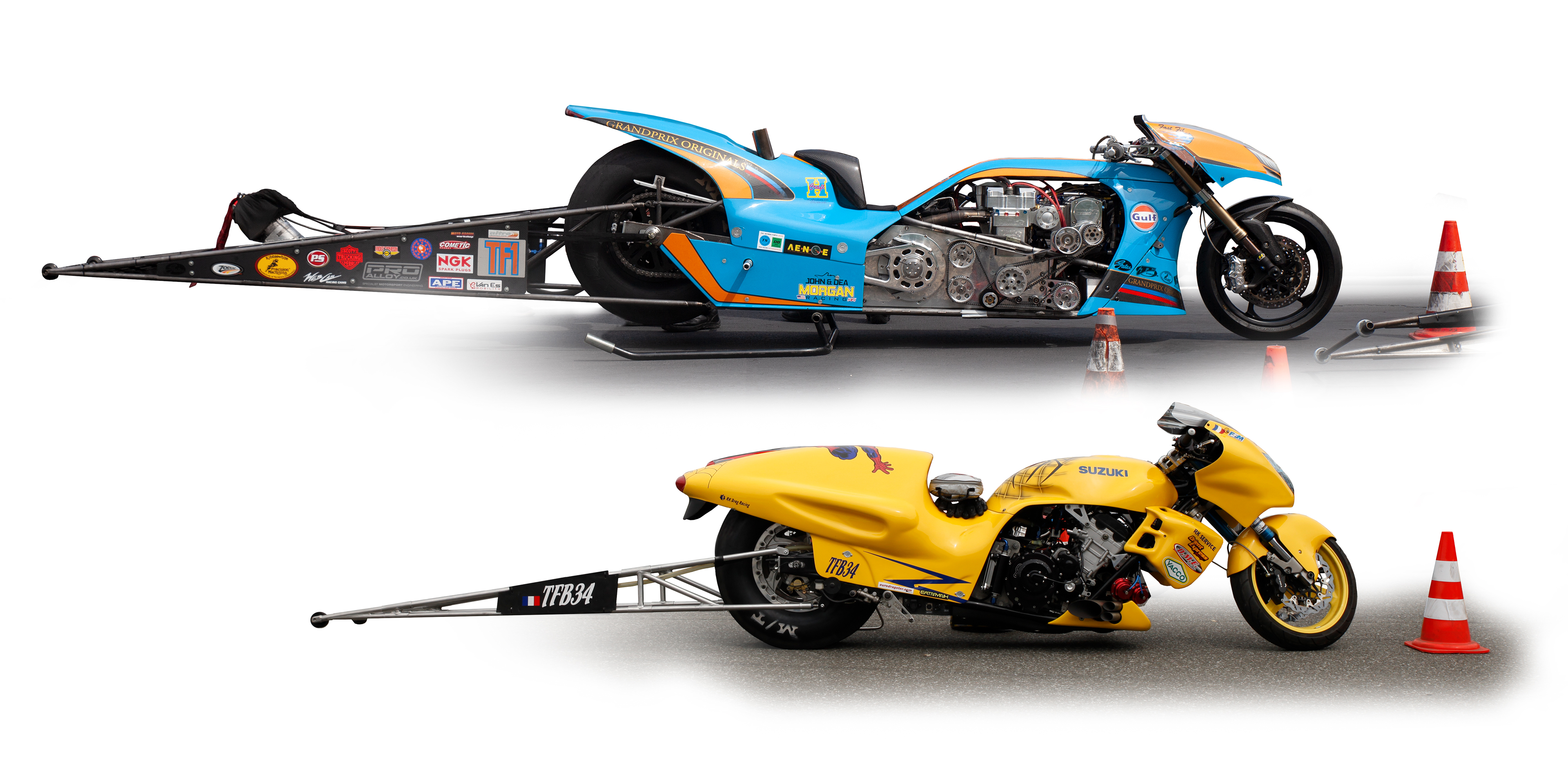
Bild 6
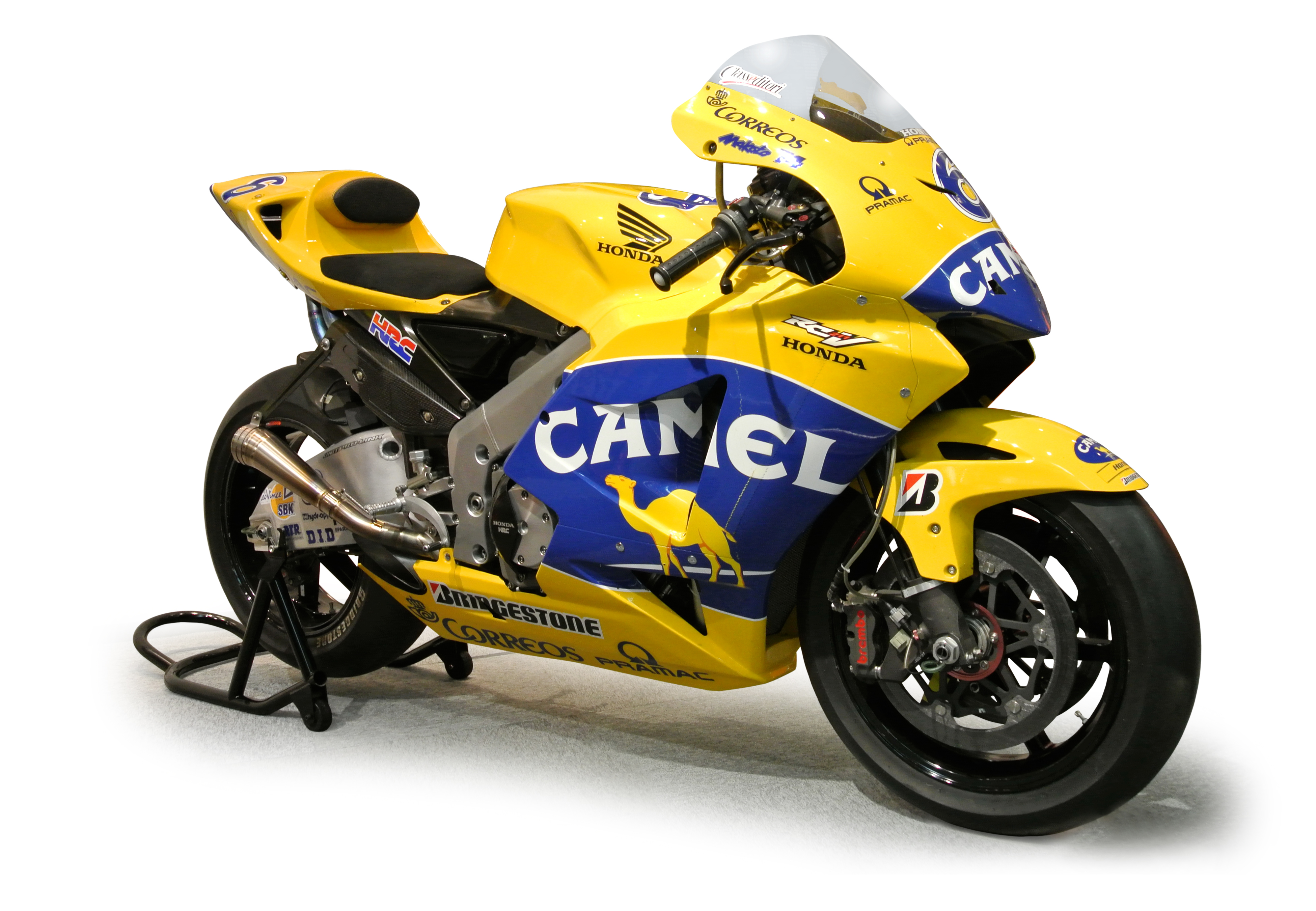
Bild 7
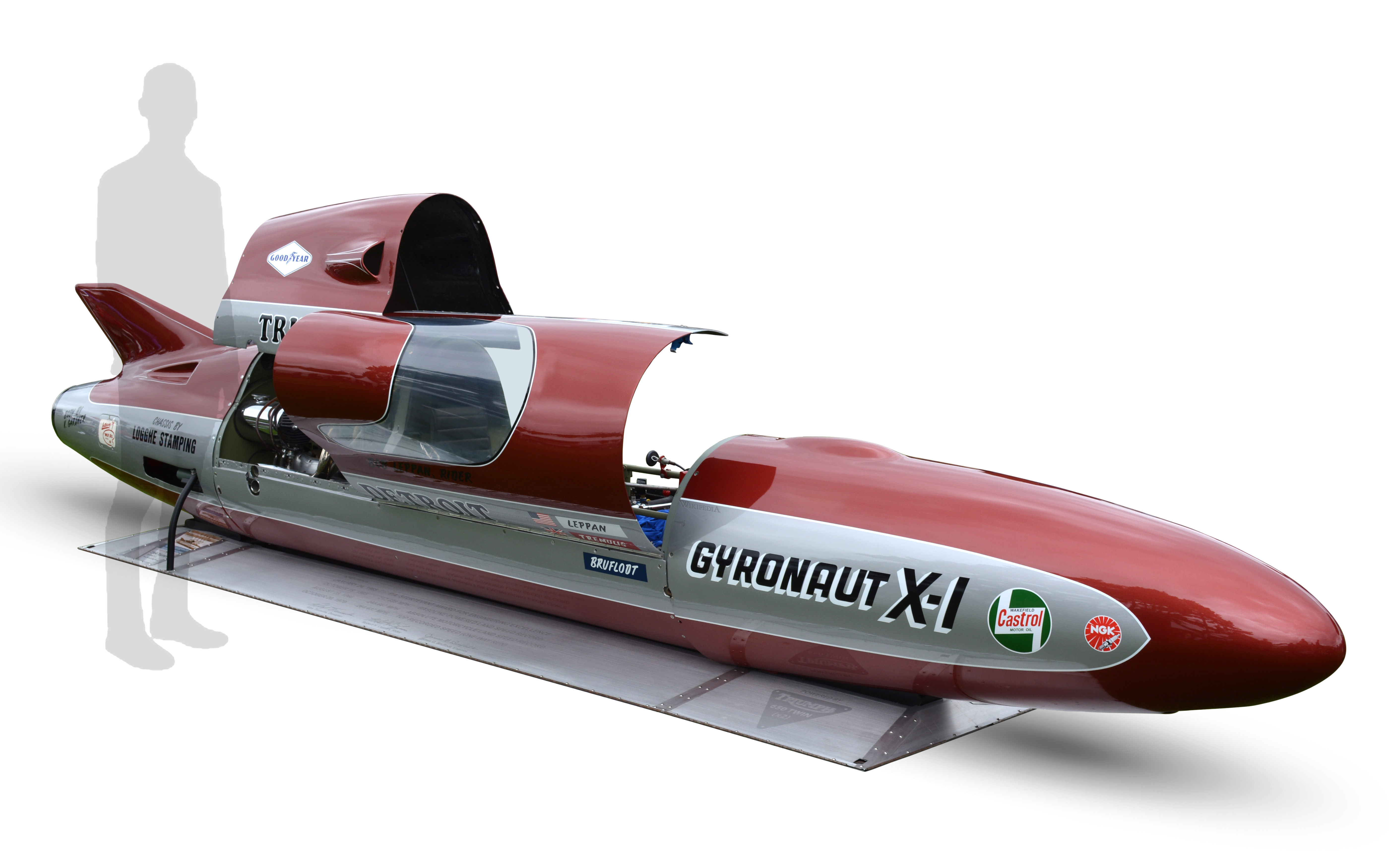
Bild 8

- Bild 1: Zwei Gilera 500 4C mit unterschiedlichen Rennverkleidungen, die vordere mit „Birds-beak-fairing“. Diese „Vogelschnabel“-Verkleidung kam auf langsameren Strecken zum Einsatz. Dahinter: die „All enveloping dustbin fairing“ für optimale Aerodynamik auf Hochgeschwindigkeitskursen
- Bild 2: Späte Version der MV Agusta Corse 500 Quattro Catena von Mike Hailwood (1964)
- Bild 3: Die vollverkleidete NSU Delphin III, mit der 1956 ein absoluter Motorrad-Geschwindigkeitsrekord aufgestellt wurde
- Bild 4: Radikaler Designentwurf von Luigi Colani für eine Egli MRD 1. Ein Element der Verkleidung wurde am Rücken des Fahrers befestigt. (1986)[8][9]
- Bild 5: Vergleich einer Suzuki Hayabusa 1300 (2000) mit einem für Drag Racing (Klasse SSB) optimierten Modell (2016)
- Bild 6: Ein Nitro/Kompressor-Bike (oben) und ein Turbo/Lachgas-Bike (unten): Beide haben eine stark ausgeprägte Heckverkleidung, die den Anpressdruck auf das Hinterrad erhöht.
- Bild 7: Die zwischen 2002 und 2006 in der MotoGP-Klasse eingesetzte Honda RC211V mit der V-förmig zusammenlaufenden Bodenverkleidung
- Bild 8: Weltrekord-Motorrad „Gyronaut X-1“ (1966: 395,363 km/h) mit seiner torpedo-förmigen Streamliner-Verkleidung

## Bauformen

### Dustbin
Die sogenannten „All enveloping dustbin fairing“ (von englisch Mülleimer, da zeitgenössische Motorradfahrer behaupteten, diese Verkleidungen sähen aus wie Mülleimer) ist eine einteilige, stromlinienförmige Verkleidung für optimale Aerodynamik auf Hochgeschwindigkeitskursen, die die vordere Hälfte des Motorrads bedeckt und an die Nase eines Flugzeugs erinnert. Sie reduzierte den Frontwiderstand drastisch. Diese Verkleidungen nahmen aber mit der Zeit Dimensionen an, die eine echte Gefährdung des Fahrers darstellten, da der frontale Winddruck die Fahrzeuge selbst bei geringem Gieren sehr instabil machte. Deswegen wurden sie in der Motorrad-Weltmeisterschaft nach der Saison 1957 von der Fédération Internationale de Motocyclisme (FIM) verboten. Dieses Verbot hatte aber nichts (wie manchmal behauptet) mit dem Rückzug von Gilera, F.B Mondial und Moto Guzzi aus der Motorrad-WM zu tun. Die FIM-Vorschriften verbieten seither eine Verkleidungsform über die Radachsen hinaus und schreiben vor, dass Arme und Beine des Fahrers von der Seite sichtbar sein müssen.

### Delfin
Der Name hat seinen Ursprung in der NSU Rennmax „Delphin“ von 1953 und stammt daher, dass bei diesen frühen Modellen der Vorderradkotflügel, der mit dem ansteigenden Windschutzscheibenteil der Verkleidung stromlinienförmig verbunden war, in der Seitenansicht der Schnauze eines Flussdelfins ähnelte.

### Vollverkleidung
Eine Vollverkleidung ist eine große, an der Front montierte Verkleidung. Sie sollte nicht mit den Verkleidungen von überdachten Fahrzeugen (wie z. B. der BMW C1 und der Honda Gyro) oder Stromlinienmotorrädern (wie sie für Rekordversuche verwendet werden) verwechselt werden, die das gesamte Motorrad ganz oder teilweise umschließen. Vollverkleidungen decken sowohl den oberen als auch den unteren Teil des Motorrads ab, im Gegensatz zu einer Halbverkleidung. Die Verkleidung eines Renn- oder Sportmotorrads dient der Aerodynamik, daher ist die Windschutzscheibe stark geneigt und oft nicht voll durchsichtig. Sitzt der Fahrer bei hoher Geschwindigkeit aufrecht, wird er durch den Fahrtwind stark geschüttelt und wirkt wie ein Fallschirm, der das Motorrad abbremst. Liegt er hingegen flach auf dem Tank hinter der Verkleidung, erzeugt er deutlich weniger Luftwiderstand. Die hohe Windschutzscheibe und die Lenkerbreite einer Tourenverkleidung schützen den aufrecht sitzenden Fahrer vor den Einflüssen des Windes, und die Windschutzscheibe ist funktional. Vollverkleidungen können zudem Motor und Fahrwerk bei einem Sturz schützen, da dann die Verkleidungsteile und nicht die Motorabdeckungen und/oder der Rahmen über die Straße rutschen.

### Dachroller

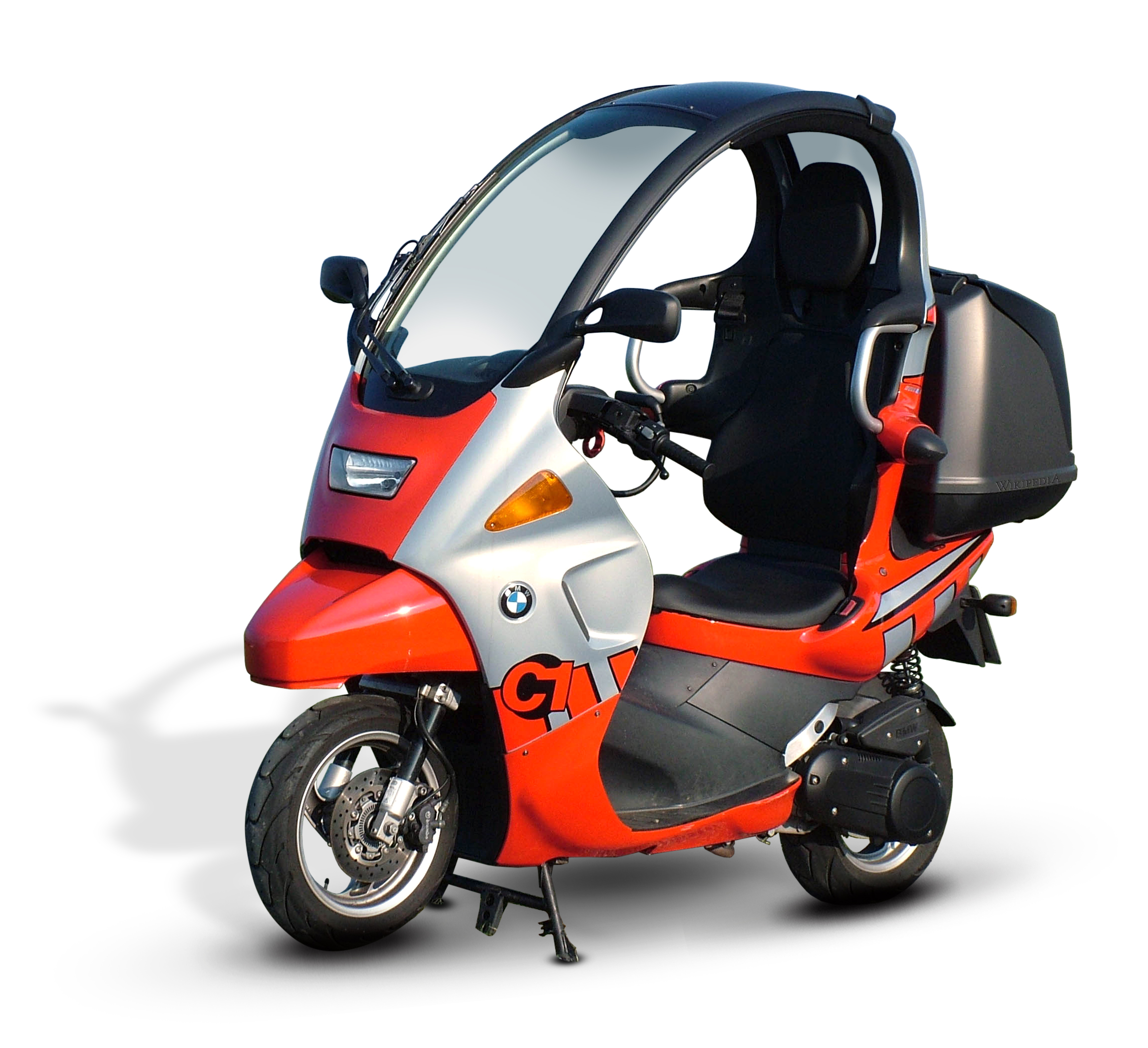
BMW C1 Dachroller

Eine gewisse Sonderstellung bei den Vollverkleidungen nehmen die sogenannten Dachroller ein. Diese Fahrzeuge haben zum Schutz vor Wind und Regen ein Dach beziehungsweise eine seitlich offene Kabine mit einer integrierten Windschutzscheibe und einem Scheibenwischer. Das erste serienmäßig überdachte vertriebene Modell war der BMW C1 mit Verbrennungsmotor.

### Halbverkleidungen
Halbverkleidungen (oft auch „Halbschale“) verfügen in der Regel über eine Windschutzscheibe und reichen bis unter den Lenker, möglicherweise bis zu den Seiten des Zylinderblocks, decken aber in der Regel weder Kurbelgehäuse noch Getriebe ab. Es gibt Nachrüstsätze – sogenannte „Lowers“ –, mit denen sich Halbverkleidungen zu Vollverkleidungen erweitern lassen. Aufgrund der Beliebtheit dieser Sätze bieten einige Motorradhersteller mittlerweile eigene Umbausätze für Vollverkleidungen an und bieten ihre Halbverkleidungsmodelle sogar mit einem kompletten, werkseitig montierten Satz an.

### Viertelscheibe
Eine Windschutzscheibe und eine minimale Verkleidung, die sich um den an der Gabelbrücke befestigten Scheinwerfer herumlegt, wie zum Beispiel bei der BMW R 90 S. Sie wird auch Café- oder Bikini-Verkleidung genannt, und endet zwar deutlich unterhalb des Fahrerkopfes, schützt aber trotzdem Kopf und Brust vor dem Fahrtwind.

### Scheinwerferverkleidung
Die Scheinwerferverkleidung ist nicht wie andere unbewegliche Verkleidungen am Hauptchassis befestigt. Diese kleine Lenkerverkleidung, oft mit einer angedeuteten Windschutzscheibe sind nur an der Gabel oder den Gabelbrücken befestigt, umfasst Scheinwerfer, Instrumente und verschiedene Teile des Lenkers und bewegt sich mit diesen, wenn der Lenker gedreht wird.

### Unterboden
Viertel- und Halbverkleidungen werden oft mit einer separaten Belly-Pan-Verkleidung (engl.: „Bauch-Pfanne“) unter dem Motor kombiniert, um den Luftstrom unter der Maschine zu regulieren und so den aerodynamischen Auftrieb zu reduzieren. Bei sogenannten Naked Bikes und Streetfightern wird die Unterbodenverkleidung auch aus optischen Gründen eingesetzt. Einige Rennserien schreiben im Reglement vor, dass ein Unterboden austretende Flüssigkeiten auffangen soll.

### Heckverkleidungen
Eine Heckverkleidung, auch als Heckeinheit oder Rennheck bezeichnet, befindet sich hinter Sitz und Fahrer. Manche Verkleidungen reichen auch seitlich und unterhalb des Sattels und bieten in der Regel einen kleinen Stauraum. Insbesondere bei Sport-/Rennmotorrädern im Replika-Stil mit Doppelsitzen sind abnehmbare, farblich abgestimmte Heckhöcker erhältlich, die entweder den Beifahrersitz abdecken oder gegen ihn ausgetauscht werden. Sie verschmelzen mit der Heckeinheit und den Seitenverkleidungen und vermitteln zusätzliche Stromlinienform und den Look eines einsitzigen Rennmotorrads.
Kawasaki war der erste Hersteller, der eine Heckverkleidung in ein Serienmotorrad einbaute. Die Modelle 250 S1, 350 S2 und die Kawasaki 750 H2 von 1972 wurden mit Heckeinheiten ausgestattet.

### Stromlinienverkleidung
Sogenannte Streamliner wie beispielsweise die BMW WR 500 von 1937, mit der Ernst Henne bei einer Rekordfahrt 279,503 km/h erreichte, die  NSU Delphin III oder die Gyronaut X-1 haben eine Stromlinienverkleidung, die sowohl das gesamte Motorrad als auch den Fahrer vollständig umschließt, um einen optimalen Luftwiderstandsbeiwert zu erzielen.

## Materialien
Erste Verkleidungen wurden aus Metall (z. B. Stahlblechen) hergestellt und entweder für Kleinserien oder Prototypen getrieben oder für kleinere Auflagen gepresst.
Wegen seiner Festigkeit, Flexibilität und seines geringen Gewichts wird häufig Acrylnitril-Butadien-Styrol (ABS-Kunststoff) bei der Erstausrüstung von Sportmotorrädern und für bestimmte Zubehörverkleidungen verwendet. Der Vorteil von ABS gegenüber anderen Kunststoffen liegt in der Kombination der Festigkeit und Steifigkeit von Acrylnitril und Styrol mit der Zähigkeit von Polybutadienkautschuk. Die Anteile der einzelnen Eigenschaften variieren je nach gewünschtem Ergebnis.
Es gibt zwei gängige Verfahren zur Herstellung von ABS-Kunststoffverkleidungen:
Spritzgießen: ABS-Kunststoff wird geschmolzen und in die Form gespritzt. Konstanter Druck ermöglicht die Materialschrumpfung. Anschließend kühlt der Kunststoff in der Form ab und härtet aus. Spritzgussformen ermöglichen eine gleichmäßige Dicke des gesamten Teils. Dies führt zu einem präzisen und passgenauen Endprodukt. Die meisten Hersteller produzieren ihre Kunststoffe so.
Formpressen: Der Kunststoff wird in der Regel vorgewärmt und in eine beheizte Metallform gegeben. Unter Druck zieht er sich zusammen und nimmt die Form an. Hitze und Druck werden so lange gehalten, bis der Kunststoff in der Form ausgehärtet ist. Der überschüssige Kunststoff wird abgeschnitten und aus der Form entfernt. Nachteile des Pressformens sind schwankende Produktkonsistenzen und Gratbildung. Dabei handelt es sich um überschüssiges Material, das am Formteil haftet und an den Stellen entfernt werden muss, an denen zwei oder mehr Teile der Form aufeinandertreffen.
Ebenfalls häufig ist die Verwendung von Glasfaserverstärktem Kunststoff. Er besteht aus gewebten Fasern und wird als Verstärkungsmittel für viele Polymerprodukte verwendet. Der Verbundwerkstoff, der auch als „GFK“ bekannt ist, wird üblicherweise nach seinem Verstärkungsmaterial benannt. Fiberglasverkleidungen werden häufig im Rennsport eingesetzt. Fiberglas ist in den meisten Fällen leichter und haltbarer als ABS-Kunststoff. Beschädigtes Fiberglas kann repariert werden, indem neue Schichten aus gewebtem Fiberglasgewebe, gemischt mit einem Polymer wie Epoxidharz, auf die beschädigte Stelle aufgetragen und anschließend geschliffen und nachbearbeitet werden.
Kohlenstofffaserverstärkter Kunststoff ist das leichteste, aber auch teuerste Verkleidungsmaterial. Es wird für die extremsten Sport- und Rennmotorradverkleidungen verwendet.